# Tytthostemma alsinoides
Tytthostemma alsinoides là loài thực vật có hoa thuộc họ Cẩm chướng. Loài này được (Boiss. & Buhse) Nevski miêu tả khoa học đầu tiên năm 1937.